# Air Serbia
Air Serbia (serbisch Er Srbija; vorher Aeroput, JAT – Jugoslovenski Aerotransport sowie JAT Airways) ist die größte serbische Fluggesellschaft mit Sitz in Belgrad und Basis auf dem  Flughafen Belgrad.

## Geschichte

### Gründung und erste Jahre

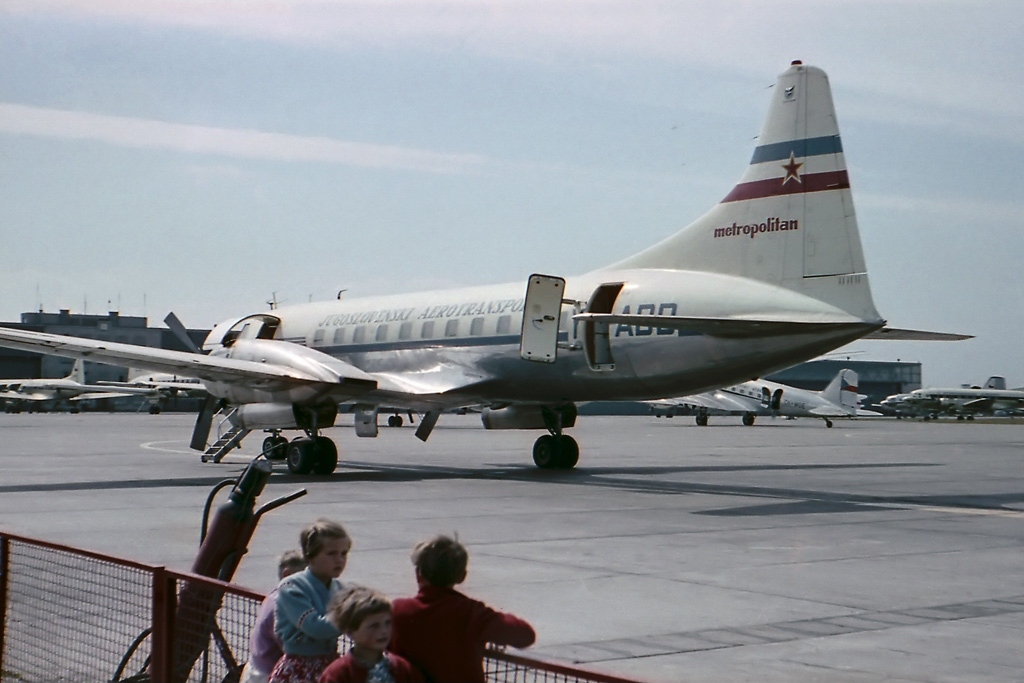
Convair CV-440 der JAT (1959)

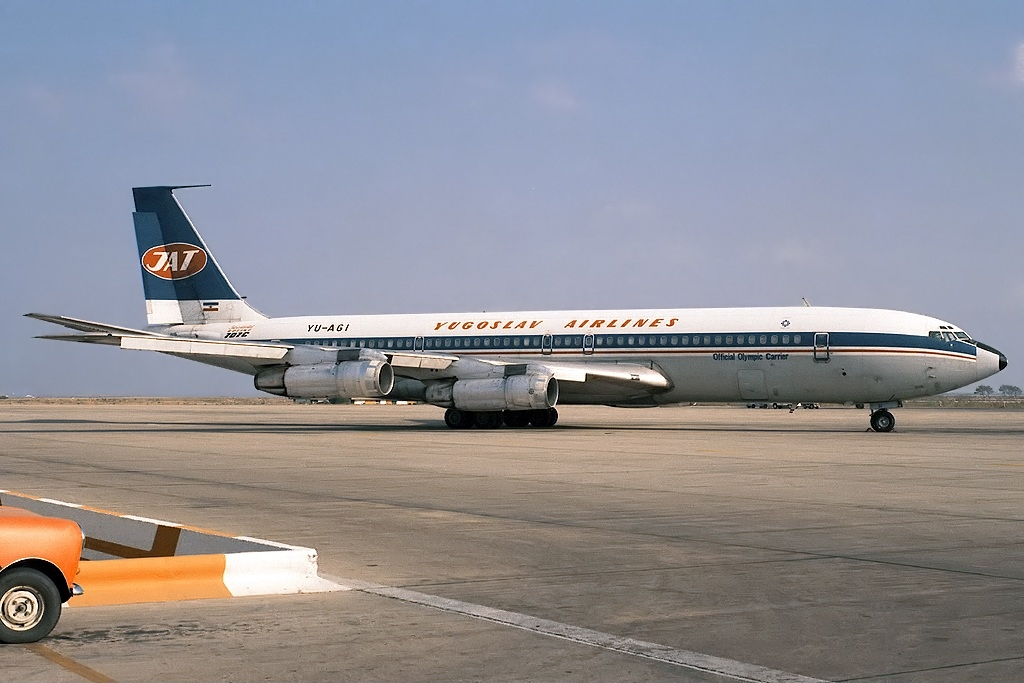
Boeing 707 der JAT (1986)

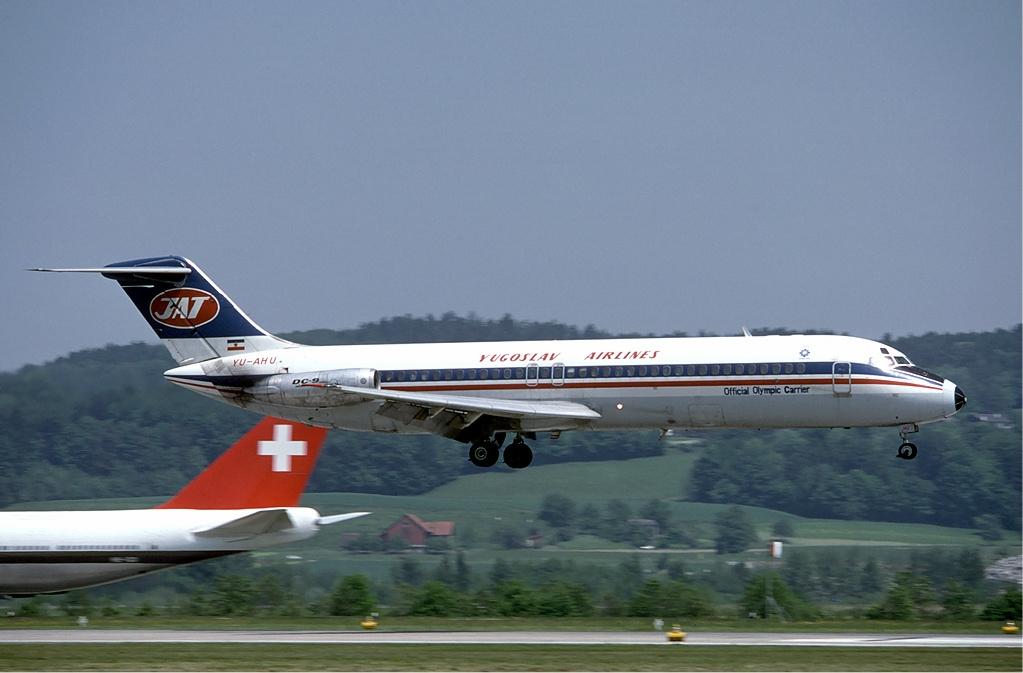
Douglas DC-9-30 der JAT im Jahr 1985

Die Fluggesellschaft ist der Nachfolger der am 27. Juni 1927 gegründeten Aeroput, die nach dem Krieg zunächst unter Jugoslovenske Sovjet Transport Aviacija – JUSTA firmierte, 1947 in Jugoslovenski Aerotransport (JAT) umbenannt und seit den 1980er-Jahren bis zur Auflösung Jugoslawiens auf Englisch auch als Yugoslav Airlines bezeichnet wurde.
Der Flugbetrieb wurde 1947 mit zwei Junkers Ju 52 und anfangs zwei, später 13 DC-3 aufgenommen. Mit ihnen wurden die regionalen Linien Belgrad-Zagreb-Ljubljana und Zagreb-Sarajevo bedient. Ab März 1954 folgten zunächst drei CV-440 und 1957 neun Il-14. Die erste internationale Strecke führte von Belgrad über Prag nach Warschau. Im Oktober 1959 wurde eine DC-6B angeschafft und 1961 die Zahl der CV-440 auf sechs erhöht. Im Jahr 1960 flog JAT 27 Ziele im In- und 17 im Ausland mit insgesamt 16.782 km an.
Im Jahr 1963 wurden mit drei Sud Aviation Caravelle die ersten Strahlflugzeuge in die Flotte aufgenommen, welche das Reisen wirtschaftlicher machten. Als in den 1970er Jahren die Boeing 707 und McDonnell Douglas DC-10 eingeführt wurden, konnte JAT auch erste interkontinentale Strecken befliegen.
In den erfolgreichsten Jahren beförderte JAT mehr als 5 Millionen Passagiere.
Nachdem am 20. Mai 1992 UN-Sanktionen in Kraft getreten waren, durfte JAT keine internationalen Flüge mehr durchführen. Schon zuvor, am 21. Dezember 1991 respektive 10. Januar 1992, hatten Deutschland und Italien die Flüge in ihre Länder unterbunden. Auch die ehemaligen Inlandsflüge – welche nun durch den Zerfall Jugoslawiens zu großen Teilen internationale Flüge geworden waren – waren zum größten Teil eingestellt. Erst 1994 konnten wieder internationale Flüge durchgeführt werden.
Im Jahr 1998 plante JAT die Beschaffung von acht Airbus A319-100 und unterschrieb im April einen dementsprechenden Vertrag. Ab 31. März 1998 bestand mit der Resolution 1160 des Weltsicherheitsrates jedoch ein Embargo gegen Jugoslawien. Am 7. September 1998 hatte die EU ein Start- und Landeverbot in Kraft gesetzt, 10 Tage später wurden die letzten Flüge nach Großbritannien eingestellt. Im März 1999 wurde jeder Betrieb wiederum bis im Juni eingestellt. Einen Monat vor Wiederaufnahme von Flügen nach Europa flog die Swissair im Februar 2000 als erste Gesellschaft wieder nach Belgrad.
Im Jahr 2003 wurde die Gesellschaft in JAT Airways umbenannt. Nach 2000 wollte JAT auf Boeing 737 umrüsten, war jedoch an den Vertrag von 1998 mit Airbus gebunden, die auf 20 % Stornogebühr bestanden, sollte JAT aus dem Vertrag aussteigen wollen. Airbus führte die Bestellung mit Stand November 2013 nach wie vor in den Auftragsbüchern und hatte sie zwischenzeitlich auch an die Nachfolgegesellschaft Air Serbia übertragen. Im März 2014 wurde diese Bestellung jedoch, fast 16 Jahre nach ihrer Bekanntgabe, schließlich storniert.
Das letzte Langstreckenflugzeug McDonnell Douglas DC-10-30 wurde aufgrund der hohen Wartungskosten Mitte 2005 verkauft.

### Entwicklung ab 2006

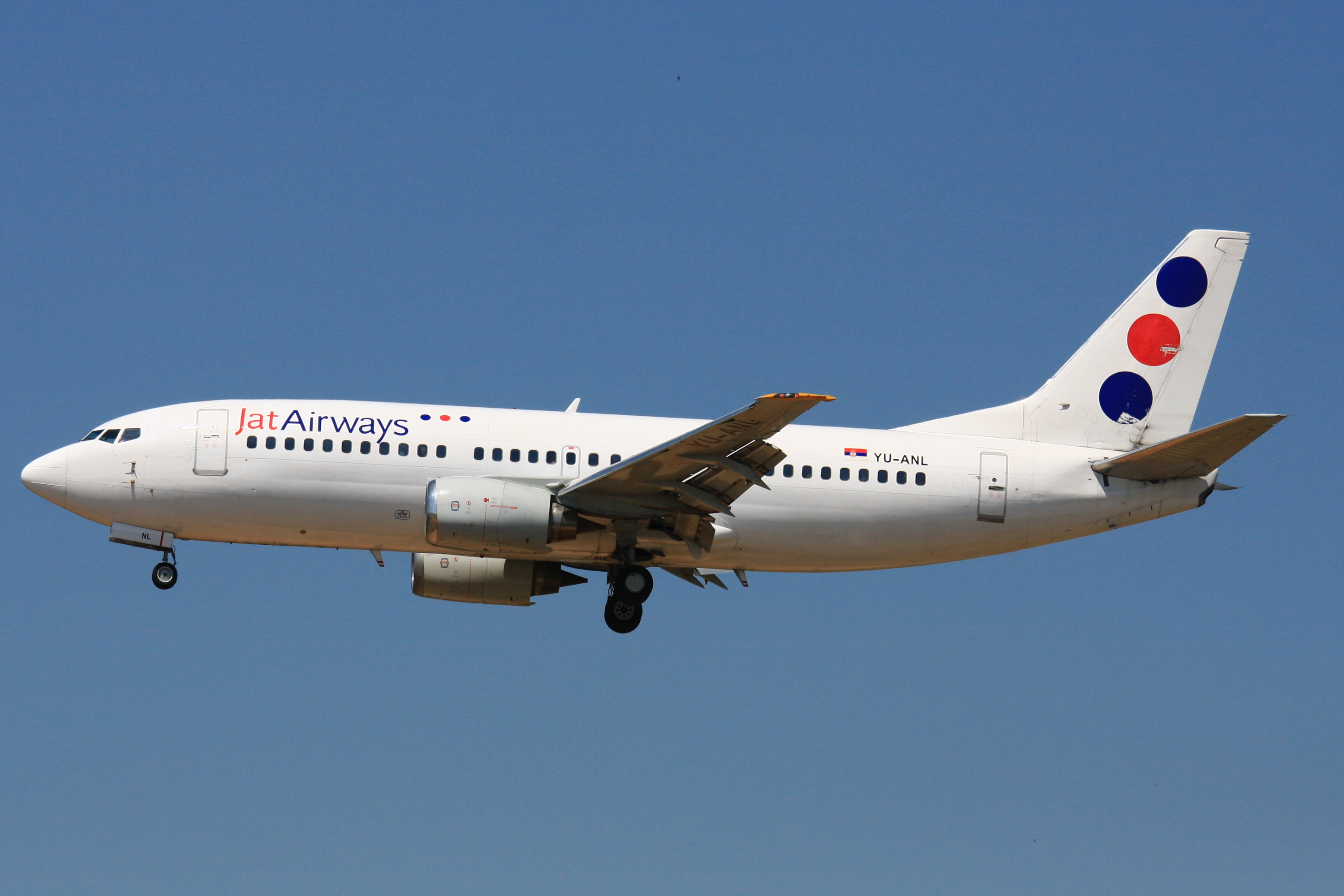
Boeing 737-300 der ehemaligen JAT

Im Jahr 2006 wurde serbischen Medienberichten zufolge eine Zusammenarbeit mit Air India angekündigt. Das Ziel dieser Partnerschaft hätte den Aufbau einer neuen Gesellschaft zur Folge gehabt. Air India plante zudem, den Belgrader Flughafen für Zwischenlandungen bei Flügen nach Nordamerika zu nutzen. Anfang August 2007 wurde bekannt, dass JAT bis Sommer 2008 privatisiert werden sollte, nachdem die Fluggesellschaft 2006 erstmals einen Gewinn erzielt hatte. Interesse an einer Übernahme bekundeten Air India, Aeroflot, Air One und Icelandair. Auch Turkish Airlines hatte Interesse an einem Kauf ankündigt.
Im September 2008 wurde bekannt, dass die mit 250 Mio. € verschuldete Fluggesellschaft die Einstellung des Flugbetriebes prüfte, was jedoch schließlich nicht umgesetzt wurde. Zu diesem Zeitpunkt wurde aus Kostengründen der Flugbetrieb mit nur noch neun Flugzeugen der 15 Einheiten umfassenden Flotte aufrechterhalten.
Im Juni 2010 waren Verhandlungen über die Übernahme von JAT durch Turkish Airlines sehr weit fortgeschritten und die Gesellschaft sollte in Air Serbia umbenannt werden. Diese Gespräche waren mit Stand August 2011 jedoch gescheitert. Anschließend war JAT weiter auf der Suche nach einem neuen, dringend benötigten Investor zur Refinanzierung der hochverschuldeten Gesellschaft.
JAT plante, im Frühjahr 2013 vier Airbus A319-100 zu leasen. Allerdings mussten zuletzt bereits einige vorhandene Flugzeuge aus wirtschaftlichen Gründen abgestellt und Routen gestrichen werden und somit wurden auch die A319 nicht übernommen.

### Beteiligung von Etihad seit 2013
Im Juni 2013 gab Etihad Airways bekannt, eine umfangreiche Beteiligung an JAT zu prüfen. Dazu wurde am 17. Juni 2013 ein Memorandum of Understanding unterzeichnet. Am 1. August 2013 wurde schließlich die Übernahme von 49 Prozent an JAT durch Etihad Airways bekanntgegeben. Die restlichen 51 Prozent verblieben beim serbischen Staat. Etihad übernahm auch das Management der serbischen Fluggesellschaft für mindestens fünf Jahre. Insgesamt erhielt die Gesellschaft durch beide Anteilseigner einen Kredit in Höhe von 80 Millionen US-Dollar, wollte ihre Flotte anfangs mit zwei Flugzeugen des Typs Airbus A319-100 erneuern und ihr Streckennetz zum 1. Oktober 2013 überarbeiten. Darüber hinaus wurde das Unternehmen zum 27. Oktober 2013 in Air Serbia umbenannt; sämtliche Boeing 737-300 wurden zum Winterflugplan 2013/2014 ausgeflottet und durch weitere acht Airbus A319-100 ersetzt. Auf der Pressekonferenz zum Etihad-Einstieg wurde auch ein vollständig neues Corporate Design vorgestellt.
Im August wurden weitere Details der Neustrukturierung bekannt, so sollten von Ende Oktober bis Dezember sukzessive die angekündigten neuen Routen aufgenommen und bestehende auf den Betrieb mit den neuen Airbus A319-100 umgestellt werden. Im September wurde zudem bekannt gegeben, dass Air Serbia ihr eigenes Vielfliegerprogramm einstellen und dem Programm von Etihad, Etihad Guest, beitreten wolle.
Im September 2013 wurde in den USA der erste A319-100 zur Übergabe an Air Serbia vorbereitet und dabei bereits auch mit dem neuen Corporate Design der Gesellschaft versehen. Am 19. Oktober 2013 traf der erste A319 von Air Serbia in Belgrad ein.
Am 26. Oktober 2013 führte die ehemalige JAT Airways, nun als Air Serbia, ihren ersten Flug durch. Dieser führte von Belgrad nach Abu Dhabi.
Am 30. Dezember 2020 erhöhte die Republik Serbien ihren Anteil an der Fluggesellschaft auf 82 %. Dementsprechend liegt nun der Anteil
von Etihad Airways bei 18 %.
Im November 2023 erwarb die Republik Serbien die restlichen 18 % von Etihad.

## Flugziele
Air Serbia fliegt von Belgrad aus zu Zielen in Asien, Europa und den USA. Von den Flughäfen Niš und Morava (Kraljevo) werden europäische Ziele angeflogen. Im deutschsprachigen Raum werden Berlin-Brandenburg, Düsseldorf, Frankfurt, Hahn, Hamburg, Hannover, Salzburg, Stuttgart, Köln-Bonn, Nürnberg, Wien und Zürich angeflogen.
Außerdem bestehen Codeshare-Abkommen mit Aegean Airlines, Air Europa, Air China, Air France, Bulgaria Air, Air Baltic, KLM, Tarom, Finnair, Turkish Airlines, ITA Airways, Qatar Airways und jetBlue Airways.

## Flotte

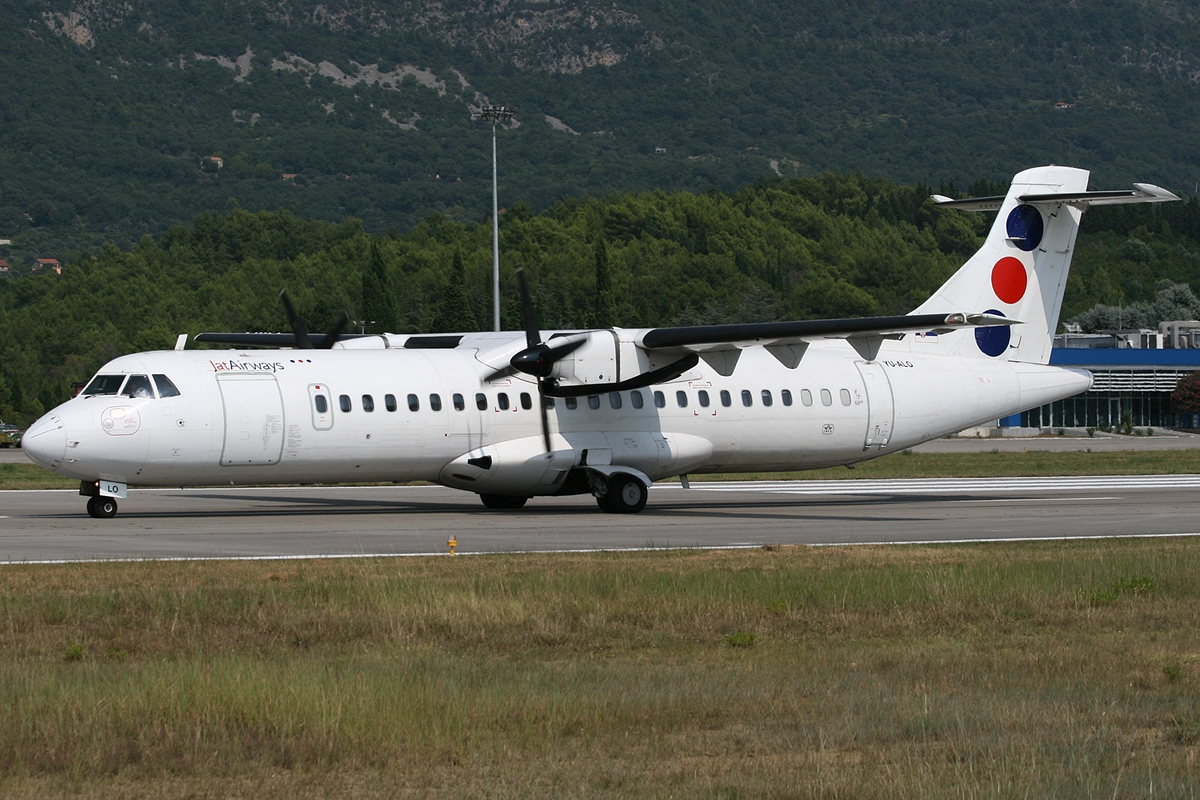
ATR 72-200 der Air Serbia, noch in den Farben von JAT Airways

### Aktuelle Flotte
Mit Stand April 2025 besteht die Flotte der Air Serbia aus 29 Flugzeugen mit einem Durchschnittsalter von 14,0 Jahren:
| Flugzeugtyp     | Anzahl | bestellt | Anmerkungen                      | Sitzplätze (Business/Economy)          | Durchschnittsalter |
| --------------- | ------ | -------- | -------------------------------- | -------------------------------------- | ------------------ |
| ATR 72-600      | 10     |          |                                  | 72 (–/72)                              | 09,9 Jahre         |
| Airbus A319-100 | 10     |          | einer inaktiv                    | 144 (–/144)                            | 18,4 Jahre         |
| Airbus A320-200 | 03     |          | einer mit Sharklets ausgestattet | 180 (–/180)                            | 14,6 Jahre         |
| Airbus A330-200 | 04     |          | einer inaktiv                    | 268 (18/250) 262 (22/240) 257 (21/236) | 13,1 Jahre         |
| Embraer ERJ-195 | 02     |          | inaktiv                          | 118 (–/118)                            | 13,7 Jahre         |
| Gesamt          | 29     | -        |                                  |                                        | 14,0 Jahre         |

### Aktuelle Sonderbemalungen

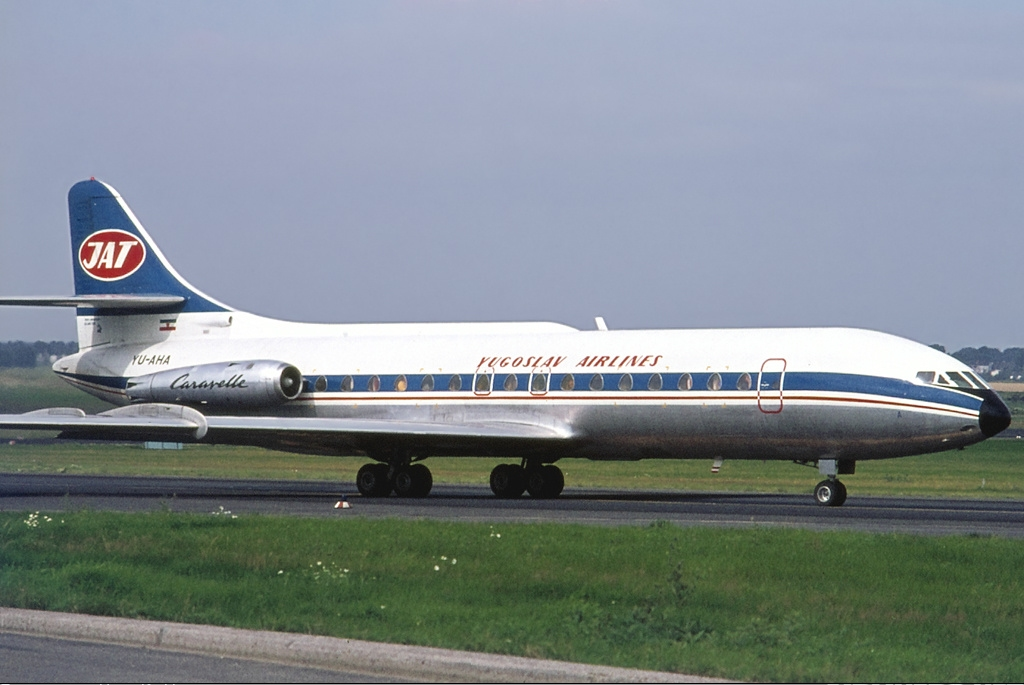
Caravelle 6N der JAT (1973)

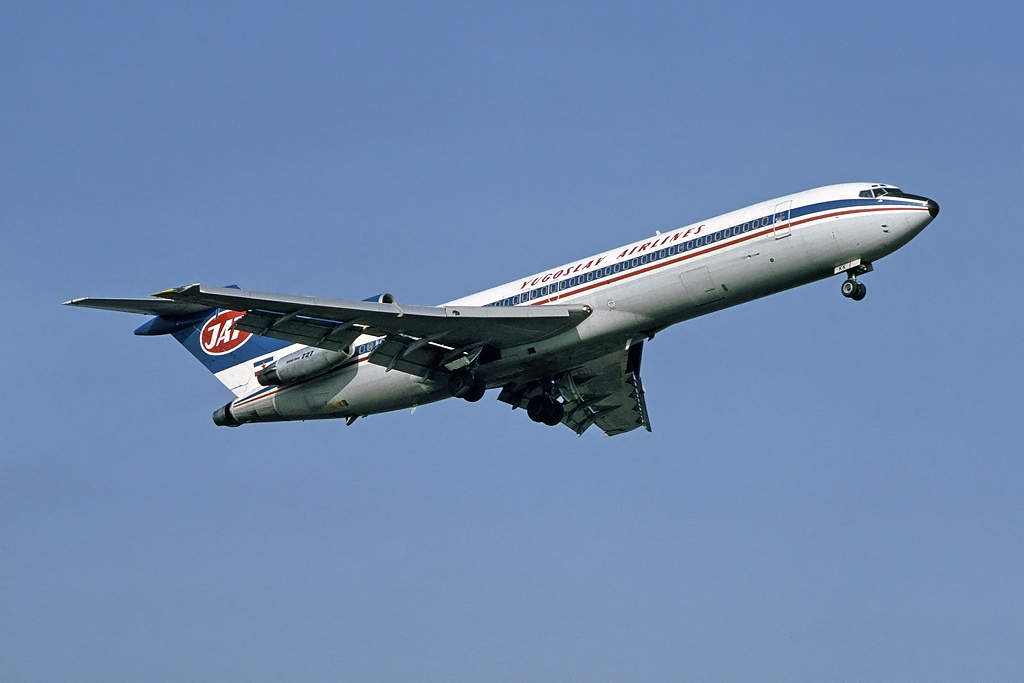
Boeing 727-200 der JAT (1983)

| Flugzeugtyp     | Luftfahrzeugkennzeichen | Bemalung                     | Zeitraum                                            | Bild |
| --------------- | ----------------------- | ---------------------------- | --------------------------------------------------- | --- |
| Airbus A330-200 | YU-ARB                  | „Nikola Tesla“               | seit April 2021                                     | |
| Airbus A330-200 | YU-ARC                  | „Mihajlo Pupin“              | seit November 2022                                  | |
| Airbus A330-200 | YU-ARD YU-ARE           | „EXPO 2027 Belgrade, Serbia“ | YU-ARD: seit Oktober 2024 YU-ARE: seit Februar 2025 | Bild gesucht Die Wikipedia wünscht sich an dieser Stelle ein Bild. Weitere Infos zum Motiv findest du vielleicht auf der Diskussionsseite . Falls du dabei helfen möchtest, erklärt die Anleitung , wie das geht. |

### Zuvor eingesetzte Flugzeuge
Zuvor betrieb JAT folgende Flugzeugtypen:
- ATR-42
- ATR-72
- BAC 1-11
- Boeing 707
- Boeing 727-200
- Boeing 737-300
- Boeing 737-400
- Convair CV-340
- Convair CV-440 Metropolitan
- Douglas DC-3/C-47
- Douglas DC-6
- Douglas DC-9
- Iljuschin Il-14
- Junkers Ju 52/3m
- McDonnell Douglas DC-10
- Sud Aviation Caravelle

In der Vergangenheit setzte Air Serbia bereits folgende Flugzeugtypen ein:
- Embraer E-190/-195

## Zwischenfälle
Bei Aeroput, JUSTA, JAT und Air Serbia kam es bis Juni 2018 zu 17 Totalverlusten von Flugzeugen. Bei 9 davon wurden 142 Menschen getötet. Auszüge:
- Am 21. September 1950 wurde eine Douglas DC-3/C-47A-25-DK der jugoslawischen Jugoslovenski Aerotransport (JAT) (Luftfahrzeugkennzeichen YU-ABC) in einer Höhe von 975 Metern in den Berg Medvednica geflogen, 19 Kilometer nordöstlich des Zielflugplatzes Zagreb/Lučko (Jugoslawien). Bei diesem CFIT (Controlled flight into terrain) wurden 10 der 11 Insassen getötet, drei Besatzungsmitglieder und alle 7 Passagiere.[31]

- Am 8. Juni 1951 machten die Piloten einer Douglas DC-3/C-47A-5-DK der Jugoslovenski Aerotransport (JAT) (YU-ABE) auf einem Flug von Frankfurt nach München nahe Oberwittelsbach eine Notlandung aufgrund eines Brandes im Flug. Die Maschine wurde zerstört, aber alle 19 Insassen überlebten.[32]

- Am 29. Juni 1951 verunglückte eine Amiot AAC.1 (Ju 52) der JAT (YU-ACE) nahe Rijeka, Kroatien, wobei alle drei Crewmitglieder und elf Passagiere ums Leben kamen.[33]

- Am 22. Oktober 1951 verunglückte eine Douglas DC-3/C-47A-20-DK der JAT (YU-ACC) auf dem Flug von Belgrad in der Nähe des Zielflughafens Skopje, Jugoslawien. Bei dem Unfall kamen zwölf Menschen ums Leben.[34]

- Am 10. Oktober 1955 kollidierte eine Convair CV-340 der JAT Airways (YU-ADC) beim Anflug auf den Flughafen Wien in dichtem Nebel mit dem Gelände, wobei sieben der 29 Insassen getötet wurden (siehe auch Flugunfall auf dem Leopoldsberg von 1955).

- Am 22. Dezember 1956 stürzte eine Convair CV-340 der Jugoslovenski Aerotransport (JAT) (YU-ADA) beim Anflug auf den Flughafen München-Riem etwa 7 Kilometer östlich davon nahe der Ortschaft Grub ab. Von den 30 Insassen wurden drei getötet.[35]

- Am 25. August 1962 wurde mit einer Douglas DC-3/C-47A-30-DL der Jugoslovenski Aerotransport (JAT) (YU-ABH) eine Notlandung auf der Bergkette Prenj durchgeführt, 28 Kilometer nördlich des Startflughafens Mostar (Jugoslawien). Auslöser war ein Triebwerks-Leistungsverlust. Kurz nach der Evakuierung des Flugzeugs ging es in Flammen auf und brannte aus. Alle 32 Insassen, vier Besatzungsmitglieder und 28 Passagiere, überlebten den Unfall.[36]

- Am 20. Februar 1965 stürzte eine Douglas DC-3/C-47A-25-DK der Jugoslovenski Aerotransport (JAT) (YU-ACB) auf einem Trainingsflug vom Flughafen Belgrad (Jugoslawien) aus in den Fluss Save. Alle 5 Besatzungsmitglieder, die einzigen Insassen auf dem Traingsflug, kamen ums Leben.[37]

- Am 16. April 1966 wurde eine Douglas DC-3C der Jugoslovenski Aerotransport (JAT) (YU-ABG) beim Start vom Flughafen Skopje (Jugoslawien) irreparabel beschädigt. Über Personenschäden ist nichts bekannt.[38]

- Am 8. Januar 1968 machten die Piloten einer Douglas DC-3/C-47B-35-DK der Jugoslovenski Aerotransport (JAT) (YU-ABK) auf einem Frachtflug von München nach Zagreb aufgrund eines Triebwerksausfalls und -brandes im Flug nahe St. Florian (Linz-Land) (Österreich) eine Notlandung auf einem schneebedeckten Feld. Für eine gelungene Notlandung auf dem Flughafen Linz hatten gut 10 Kilometer gefehlt. Die Maschine wurde irreparabel beschädigt, aber alle vier Besatzungsmitglieder überlebten unverletzt.[39][40]

- Am 4. Februar 1969 verunglückte eine Convair CV-440 der Jugoslovenski Aerotransport (YU-ADL) bei der Landung auf dem Flughafen Titograd (Jugoslawien). Alle Insassen überlebten. Das Flugzeug wurde zerstört.[41]

- Im Mai 1971 (genaues Datum unbekannt) wurde eine Convair CV-440-0 der Jugoslovenski Aerotransport (YU-ADO) auf dem Flughafen Titograd (Jugoslawien) mit eingefahrenem Fahrwerk gelandet. Alle Insassen überlebten die Bauchlandung. Das Flugzeug wurde irreparabel beschädigt. Es handelte sich um die frühere D-ADIL der Condor (1958 bis 1961), danach von 1961 bis 1968 als D-ACEK bei der Lufthansa im Einsatz.[42]

- Am 26. Januar 1972 explodierte eine Maschine des Typs Douglas DC-9-32 der Jugoslovenski Aerotransport (JAT) (YU-AHT)  über dem Dorf Srbská Kamenice im heutigen Tschechien. Das Flugzeug sollte von Stockholm über Kopenhagen nach Zagreb und Belgrad fliegen. Von den 28 Insassen kamen alle bis auf die Stewardess Vesna Vulović dabei ums Leben (siehe auch Jugoslovenski-Aerotransport-Flug 367).[43]

- Am 27. Februar 1988 wurde eine Boeing 727-2H9 der türkischen Fluggesellschaft Talia Airways (betrieben durch Jugoslovenski Aerotransport) (TC-AKD) im Anflug auf den Flughafen Ercan (Nordzypern) in einen Berg geflogen (Controlled flight into terrain). Alle 15 Insassen wurden getötet (siehe auch Talia-Airways-Flug 79).[44]

## Trivia
- Jeweils ein Airbus A319 wurde nach dem Tennisspieler Novak Đoković,[45] dem Fußballspieler Dejan Stanković, dem Schauspieler Miki Manojlović und dem Musiker Goran Bregović[46] benannt.
- Ein Airbus A320 wurde nach dem Basketballspieler Vlade Divac benannt. (englisch) (Memento vom 29. November 2015 im Internet Archive) - Vlade Divac
- Ein Airbus A330 wurde nach dem Wissenschaftler Nikola Tesla benannt. (englisch) (Memento vom 13. September 2017 im Internet Archive) - Nikola Tesla